# 왕안 공항

왕안 공항(Wang-an Airport, IATA: WOT, ICAO: RCWA)은 중화민국 펑후 제도 왕안향의 공항이다.
1988년 1월 이 공항의 건설이 시작되어 이듬해에 완료되었다. 1991년 5월 11일, 중화민국 교통부 민용항공국은 이 공항의 관리를 맡기 시작했으며 이 공항은 현재 보조적 지위를 가지고 있다. 활주로는 1996년 표면 처리를 다시 했다.

## 같이 보기
- 중화민국 교통부 민용항공국
- 대만의 교통
- 대만의 공항 목록